# Borneosteiger
De Borneosteiger is een bouwkundig kunstwerk in Amsterdam.

## Kunstwerk
De Borneosteiger werd omstreeks 1994 gebouwd als afbakening van een soort binnenhaven in de Entrepothaven. Er vond in die jaren een grootscheepse herontwikkeling van dit gebied in het Oostelijk Havengebied plaats van havengebied tot woon/werkwijk. De meest zichtbare elementen daarvan zijn de Entrepotbrug (een groot horizontaal wooncomplex boven water) en de Watertoren Entrepot-West (een verticaal wooncomplex op de oever). Vanuit de C. van Eesterenlaan kwam daarop een westwaarts lopende aanlegsteiger, die verbinding maakte met een van de pijlers onder de Enterpotbrug. Van daaruit loopt de steiger naar de zuidelijke kade van de Entrepothaven, Entrepotkade genaamd. Om in- en uitvaart uit het beschutte haventje mogelijk te maken bevat deze steiger een beweegbaar deel. Deze kreeg de vorm mee van één van de handbedienbare ballenbuggen in het Amsterdamse Bos (brug 548).  De brug hoeft nauwelijks gebruikt te worden, want er wordt ook maar weinig gebruik gemaakt van het haventje.
In 1998 kreeg dit stelsel uitbreiding. Vanuit genoemde pijler werd richting het noordwesten een overspanning gemaakt richting de Borneokade. Deze vaste vast brug is opgebouwd met een hoger gelegen middendeel en vormt dus een barriere voor al te hoge vaartuigen. Overigens worden hoge schepen toch al tegengehouden door de Margaret Staal-Krophollerbrug even verderop. Het ontwerp van deze brug zou afkomstig zijn van Adriaan Geuze van West 8. Ze sluit architectonisch aan op de andere twee onderdelen, terug te vinden in bijvoorbeeld de brugleuningen. Deze brug is opgebouwd uit stalen liggers met daartussen houten planken.
De Borneosteiger is alleen toegankelijk voor voetgangers, aan alle drie de uiteinden sluit het aan op voetpaden. In de zomer van 2023 werd de steiger gerenoveerd.

## Straat
De Borneosteiger (het echte steigerdeel) is ook in gebruik als straat. Een aantal ligplaatsen heeft een vaste nummering (1-8), waarbij huisnummer 1 een bedrijfsruimte is in de pijler.  

## Afbeeldingen

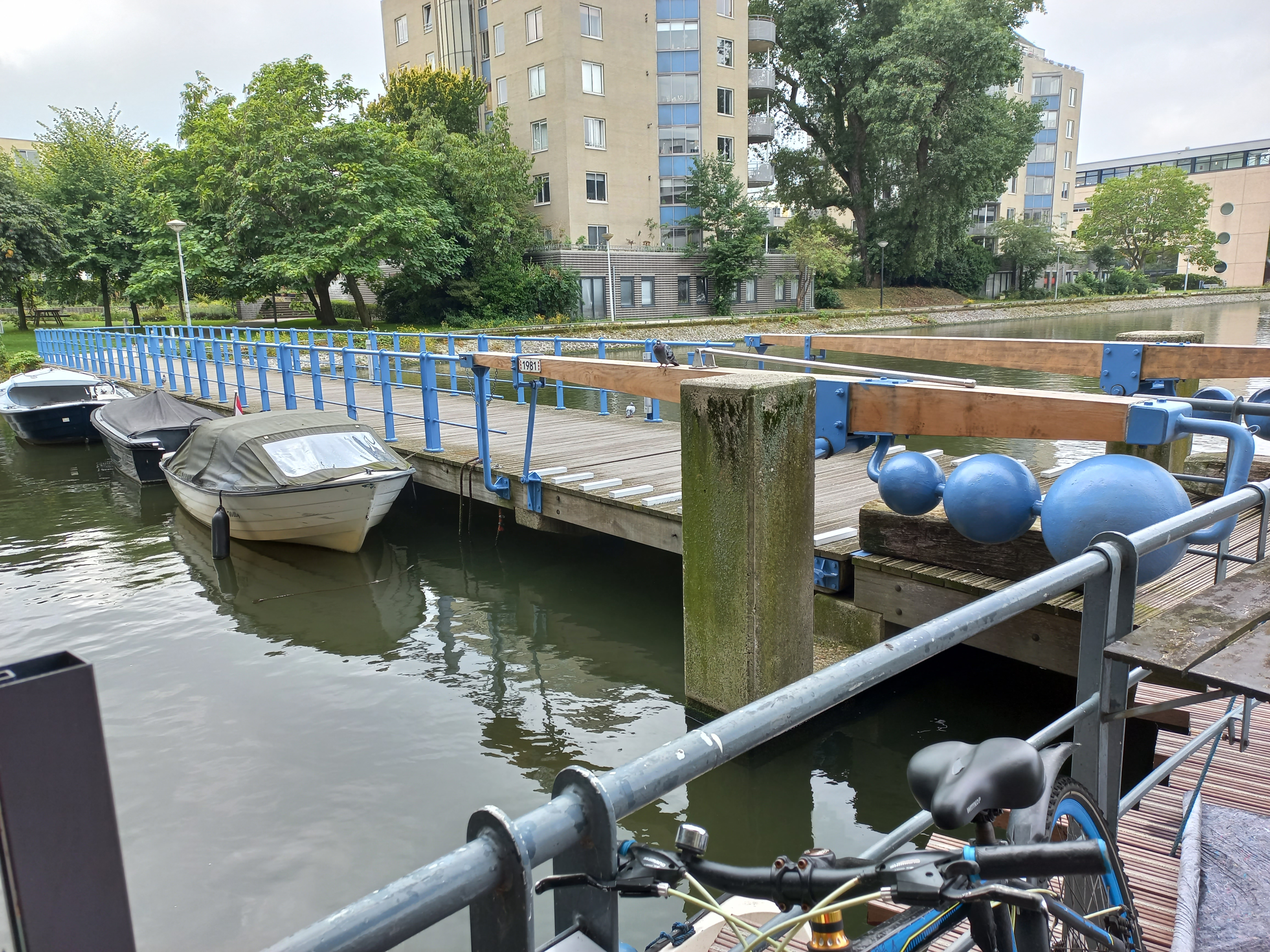
Brug 1981 met rechts het citaat (augustus 2023)
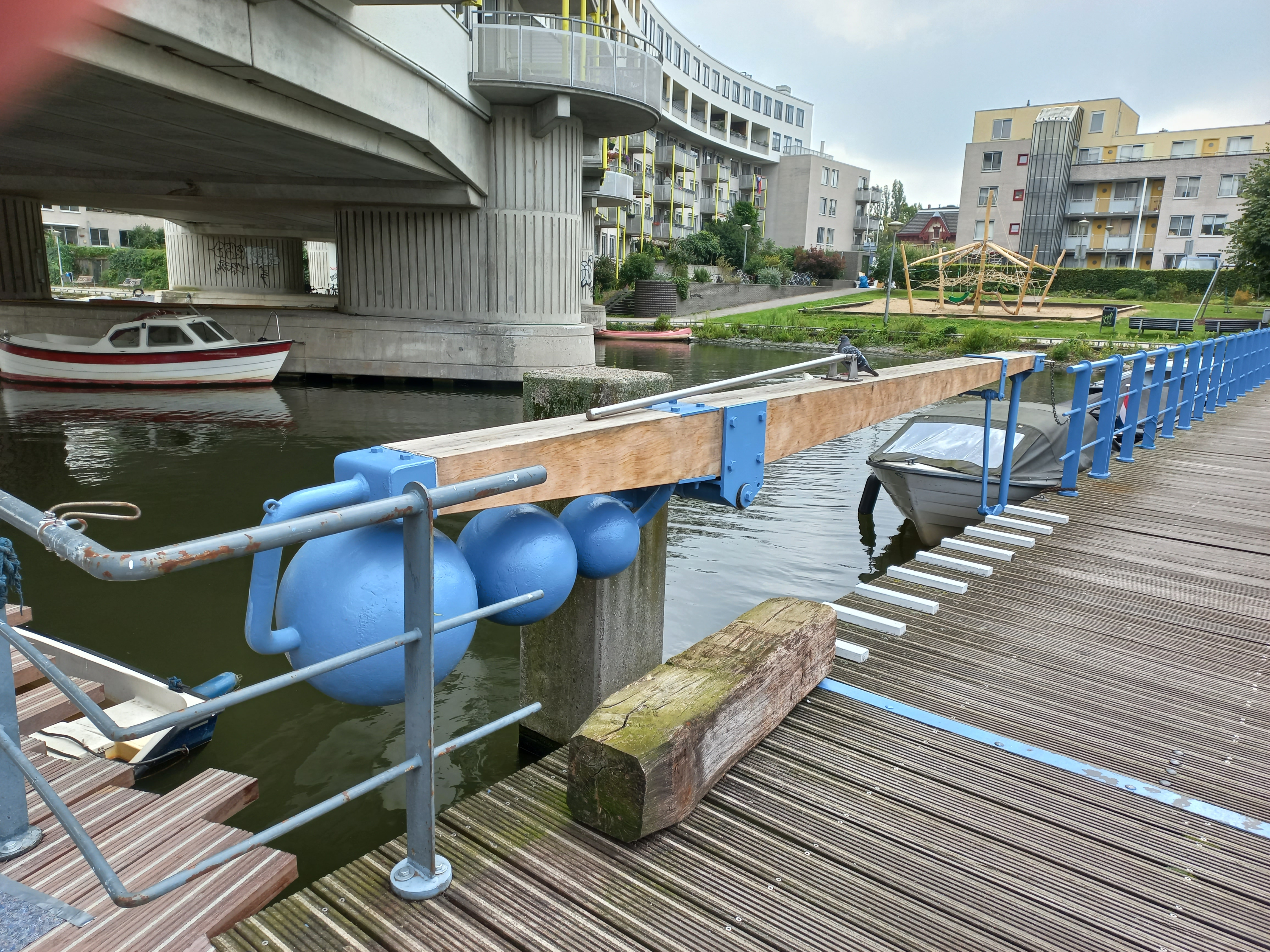
Constructie ballenbrug (augustus 2023)
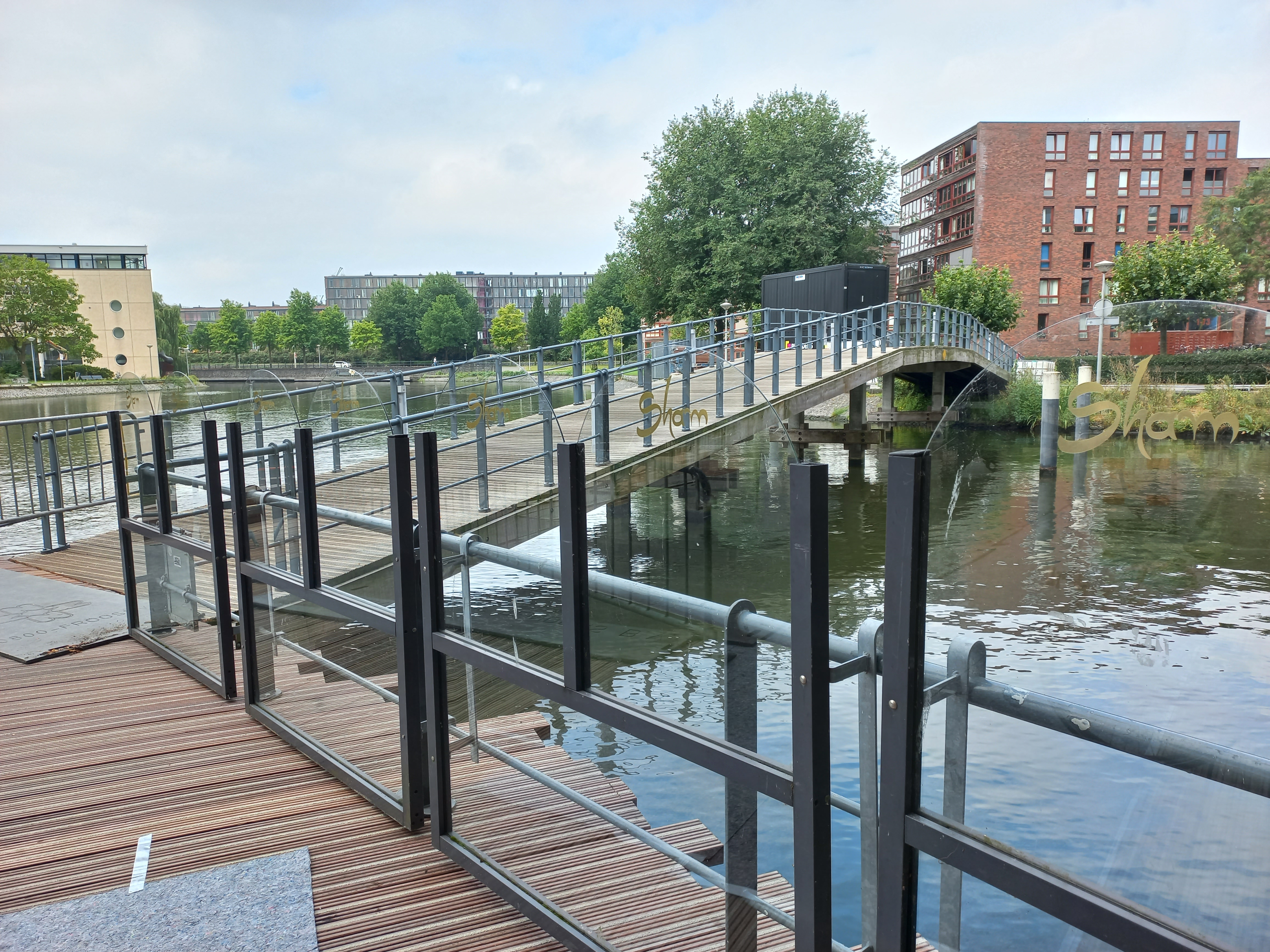
Brug 1982 (augustus 2023)

<<< · 1900 · 1901 · 1902 · 1904 · 1906 · 1907 · 1908 · 1909 · 1910 · 1911 · 1913 · 1914 · 1915 · 1916 · 1917 · 1919 · 1920 · 1922 · 1923 · 1925 · 1927 · 1929 · 1930 · 1931 · 1932 · 1933 · 1935 · 1936 · 1937 · 1938 · 1939 · 1940 · 1941 · 1942 · 1944 · 1945 · 1946 · 1947 · 1948 · 1949 · 1950 · 1951 · 1952 · 1953 · 1954 · 1955 · 1956 · 1957 · 1958 · 1959 · 1960 · 1961 · 1962 · 1963 · 1964 · 1965 · 1966 · 1967 · 1968 · 1969 · 1970 · 1971 · 1972 · 1973 · 1974 · 1975 · 1976 · 1977 · 1978 · 1979 · 1980 · 1981 · 1982 · 1983 · 1984 · 1985 · 1986 · 1987 · 1988 · 1989 · 1990 · 1991 · 1992 · 1993 · 1994 · 1995 · 1996 · 1997 · 1998 · 1999 · >>>
Brugnummers 1903, 1905, 1912, 1918, 1921, 1924, 1926, 1928, 1934, 1943 zijn niet (meer) in gebruik (januari 2021)